# سایپم ۷۰۰۰
سایپم ۷۰۰۰ (به انگلیسی: Saipem 7000) یک کشتی است که طول آن 198 m (overall) و ارتفاع آن 43.5 m (keel to deck) می‌باشد. این کشتی در سال ۱۹۸۶ ساخته شد.